# Eucalyptus semiglobosa
Eucalyptus semiglobosa är en myrtenväxtart som först beskrevs av Murray Ian Hill Brooker, och fick sitt nu gällande namn av Lawrence Alexander Sidney Johnson och Kenneth D. Hill. Eucalyptus semiglobosa ingår i släktet Eucalyptus och familjen myrtenväxter. Inga underarter finns listade i Catalogue of Life.